# Walter Nicolai
Walter Nicolai, né le 1er août 1873 à Brunswick et mort le 4 mai 1947 à Moscou, est un officier d’état-major allemand et le chef du renseignement militaire pendant la Première Guerre mondiale.

## Biographie
Walter Nicolai est le fils d'un capitaine de l'armée prussienne et de la fille d'un fermier de Braunschweig.
À partir de 1884, il fréquente le Domgymnasium Stephaneum à Halberstadt et rejoint le corps des cadets en 1893. C’est là qu’il commence sa carrière militaire dans le 82e régiment d'infanterie (de).
Le 23 septembre 1900, il épouse Maria Kohlhoff, la fille de son commandant de régiment.
Il étudie de 1901 à 1904 à l'Académie de guerre de Prusse à Berlin. Peu de temps avant de terminer sa formation d’état-major, il est affecté à une mission d'observation de la guerre russo-japonaise.
En 1906, il est nommé capitaine et commande une compagnie du 71e régiment d'infanterie à Erfurt.
Walter Nicolai parle couramment le russe, ainsi que l’anglais, le français et le japonais. Il est décrit comme un ultra-conservateur, monarchiste, apolitique.
Destiné à une carrière dans le renseignement militaire de l’état-major, il entreprend un voyage d’études à travers la Russie avant de prendre son poste à Königsberg en 1905. À son retour, il est affecté à un poste d’officier de renseignement. Sa mission est d’enquêter sur l’espionnage russe le long de la frontière de la Prusse orientale et de créer une structure appropriée sur le terrain. Il développe la station de renseignement de Königsberg et en fait un centre de renseignement et de contre-espionnage contre l'Empire russe.
En 1912, il effectue un voyage d’études à travers la France pour se familiariser avec le pays.
En mars 1913, il est nommé chef de la section III B du Grand État-major où il remplace Wilhelm Heye.

### Première Guerre mondiale
Walter Nicolai dirige le Service III b, les services secrets allemands, de 1913 à 1918. Ses services sont situés dans la maison du Grand État-major général de Berlin Königsplatz 6, au 3e étage et ne sont accessibles qu’à des personnes habilitées.
Jusqu’au début de 1915, l'effectif est réduit et ne comprend que deux officiers et un petit nombre d’employés civils. Avec le début de la guerre, Walter Nicolai va sur le front avec le commandement suprême de l’armée. Le long des frontières allemandes, les postes de renseignement des corps d’armée respectifs sont dotés d’officiers spécialement formés, qui coopéraient étroitement avec le chef du département III B. En outre, Walter Nicolai est également responsable de la coopération avec les officiers de l’Abwehr de la marine. Car il n’y a pas de service central de renseignement en Allemagne à cette époque et la tâche du département III B est exclusivement axée sur le secteur militaire. En plus de la collecte de renseignements, de la surveillance du courrier militaire et du trafic radio, son service gère le cryptage des communications. Avec l’augmentation du trafic aérien, le III B recueille également les résultats des reconnaissances à partir des dirigeables ou des avions et réalise des évaluations pour Berlin. Face à toutes ces nouvelles missions provoquées par le déclenchement de la guerre et il faut près d'un an et demi au département III b sous la direction de Walter Nicolai pour s’adapter aux nouvelles situations de la guerre.
Rapidement, des unités sont mises en place dans les différents corps d’armée pour l’interrogatoire des prisonniers de guerre, l’examen et l’évaluation des documents militaro-géographiques tombés entre les mains des troupes lors de leur avancée.
Dans les premiers mois de la guerre, le chef du grand état-major général Helmuth von Moltke décide que la section III B doit prendre en charge le contrôle de la presse. À partir du début de 1915, le bureau de presse de guerre, créé par Walter Nicolai est opérationnel. Il fonctionne comme un bureau de censure pour les rapports militaires officiels. Dès lors, seuls les communiqués sur les événements militaires approuvés par les officiers et les fonctionnaires du département III B pouvaient être publiés.

#### L'affaire Mata Hari
Des informations sur l'emploi de Mata Hari, par Walter Nicolai sont trouvées dans le soi-disant rapport Gempp, rendu public dans les années 1970. Les documents contiennent également des informations d'anciens officiers d'Abteilung III b sur « l'agent H 21 », qui est Mata Hari. Les papiers prouvent qu'elle est entrée au service des services secrets allemands à la fin de l'automne 1915. En mai 1916, Walter Nicolai la fait venir à Cologne. Après un entretien, il décide de la faire former comme agent et lui affecte le major Roepell comme officier traitant. Ce dernier, lui apprend « lors de longues promenades à la périphérie de la ville les rudiments du travail d'agent », et un expert en écriture chiffrée la forme au codage. La formation dure sept jours. La mission de Mata Hari est de reconnaître les prochains plans offensifs de l'ennemi depuis Paris, de voyager à travers des zones militaires de France. Mata Hari est subordonnée au capitaine Hoffmann, qui lui donne le nom de code H 21.
Au début de 1917, Walter Nicolai est déçu de constater que Mata Hari ne lui fournit aucun renseignement digne de ce nom, mais vend aux Allemands de simples commérages parisiens sur la vie sexuelle des politiciens et généraux français. Il décide de mettre fin à son emploi en l'exposant comme une espionne allemande aux services de renseignement français. En janvier 1917, le major Kalle transmet des messages radio à Berlin qui décrivaient les activités d'un espion allemand nommé H-21 dont la biographie correspond à celle de Mata Hari. Le Deuxième Bureau intercept les messages et, d'après leur contenu, identifie H-21 comme étant Mata Hari. Les messages sont dans un code que les renseignements allemands savent qu'il est percé par les Français, ce qui suggère que les messages ont été conçus pour faire arrêter Mata Hari.
Une autre espionne célèbre, Elsbeth Schragmüller, est gérée par les services de Walter Nicolai. Pendant de nombreuses années, elle est connue sous le nom de « Mademoiselle Docteur » ou « Fräulein Doktor », son nom réel n'est révélé qu'en 1945 à partir de documents du renseignement allemands capturés par les Alliés après la Seconde Guerre mondiale.
Lorsque Erich Ludendorff devint quartier-maître général à la fin du mois d'août 1916, le service de renseignement militaire devient une police secrète. Ses officiers participent à la promotion des obligations de guerre et aident à fonder le parti ultranationaliste de la « patrie allemande ».

### Entre deux guerres
À la fin de la Première Guerre mondiale, Walter Nicolai prend sa retraite en tant que colonel. Son adjoint, le major Friedrich Gempp, lui succède.
Walter Nicolai publie deux livres sur ses activités : En 1920, l’ouvrage Nachrichtendienst, Presse und Volksstimmung im Weltkrieg (« Service de renseignement, presse et sentiment populaire pendant la guerre mondiale ») et en 1923 avec la publication de Geheime Mächte-Internationale Spionage und ihre Bekämpfung im Weltkrieg und heute (« Puissances secrètes - L'espionnage international et sa lutte pendant la guerre mondiale et aujourd'hui »).
En 1926, à la demande du ministère turc des Affaires étrangères, il aide la Turquie à créer le service de sécurité nationale et donne des conférences aux officiers turcs sur le renseignement.
En 1929, il s’installe à Nordhausen avec sa femme, ses trois filles et sa mère.
Il essaye, en vain, d’offrir son expérience au Japon, en Finlande et en Lituanie pour leurs services de renseignement.
Sous l'Allemagne nazie, il fait partie du comité consultatif d'experts de l'Institut du Reich pour l’histoire de la nouvelle Allemagne.

### Après guerre
Après la Seconde Guerre mondiale, Walter Nicolai est arrêté, le 7 septembre 1945 à Nordhausen, par le NKVD sur ordre du colonel général Ivan Alexandrovitch Serov, chef du NKVD dans la zone d’occupation soviétique, transporté en Union soviétique et interrogé à Moscou. Ivan Serov a pris connaissance de l'existence de Walter Nicolai grâce au livre Total Espionage de l’émigrant allemand Curt Riess, publié aux États-Unis en 1941. Dans le livre, l'auteur décrit un réseau mondial de services secrets nazis avec Walter Nicolai comme une sorte « d'éminence grise ». Pendant les interrogatoires, les officiers de renseignement soviétiques ne veulent pas croire que Walter Nicolai ne travaillait plus dans les services de renseignement depuis 1919.
Le 30 octobre 1945, comme les interrogatoires ne donnent pas de résultats, il est amené à Moscou où il écrit ses souvenirs dans une datcha fournie par le NKVD dans le district moscovite de Serebryannyi Bor.
En 1947, il meurt d'un infarctus. Il meurt emprisonné le 4 mai 1947 à l’hôpital de la prison Boutyrka de Moscou. Son corps est incinéré et enterré dans une fosse commune au cimetière Donskoy de Moscou.
Ce n’est qu’en 1979 que les proches reçoivent de la Croix-Rouge soviétique l’information que Walter Nicolai est mort en 1947. La cause et le lieu du décès ne sont pas divulgués.
En 1999, le parquet militaire russe réhabilite Walter Nicolai.